# Cas Oliari i altres contra Itàlia
El cas Oliari i altres contra Itàlia (sol·licituds nº18766/11 i nº36030/11) és un cas resolt en 2015 pel Tribunal Europeu de Drets Humans (TEDH) en el qual el Tribunal va establir l'obligació positiva dels Estats membres de proporcionar reconeixement legal a les parelles del mateix sexe.

## Context
El TEDH va sostenir anteriorment en el cas Schalk i Kopf contra Àustria (2010) que la Convenció no obliga els Estats membres a obrir el matrimoni a les parelles del mateix sexe, però que si existeix un tipus diferent de règim de parella, les parelles del mateix sexe no poden ser excloses pel cas Vallianatos i altres contra Grècia (2013).
El matrimoni entre persones del mateix sexe no és legal a Itàlia, i en el moment de la causa no oferia cap altre tipus de reconeixement a les parelles del sexe oposat o del mateix sexe, sent l'últim gran país d'Europa occidental a no fer-ho.
Els sol·licitants eren sis homes italians (tres parelles del mateix sexe) que van presentar els seus casos en 2011 després que els tribunals italians rebutgessin la seva sol·licitud de matrimoni.

## Judici
El Tribunal va sostenir que Itàlia violava l'article 8 del Conveni Europeu de Drets Humans ("Dret al respecte de la vida privada i familiar") per la falta de reconeixement jurídic de les relacions entre persones del mateix sexe.
En l'examen de la legislació pertinent, el Tribunal també es va referir al cas Obergefell contra Hodges, una sentència del Tribunal Suprem dels Estats Units que legalitzava el matrimoni entre persones del mateix sexe, que es va publicar pocs dies abans que el Tribunal Europeu de Drets Humans deliberés en el cas Oliari i altres contra Itàlia.
No obstant això, el TEDH va determinar que, malgrat l'evolució dels Estats a favor de la legalització del matrimoni entre persones del mateix sexe, no hi ha violació de l'article 12 (dret a contreure matrimoni) i, per tant, va confirmar la seva anterior sentència en el cas Schalk i Kopf contra Àustria (2010).

## Conseqüències
En 2016, Itàlia va aplicar una llei sobre les unions civils, que poden ser celebrades per parelles del mateix sexe.